# جامعة أولدنبورغ
جامعة أولدنبورغ (بالإنجليزية: University of Oldenburg)‏ هي جامعة عامة في ألمانيا أُسِّسَت عام 1973.

## إحصائيات
يبلغ عدد طلاب الجامعة 12,707 طالب.

## وصلات خارجية
- الموقع الإلكتروني